# Marie-Claude Pietragalla
Marie-Claude Georgette Yvonne Pietragalla (Parigi, 2 febbraio 1963) è un'ex ballerina, coreografa e direttrice artistica francese, danseur étoile del balletto dell'Opéra di Parigi dal 1990 al 1999.

## Biografia
Nata e cresciuta a Parigi, nel 1973 è stata ammessa alla scuola di danza dell'Opéra di Parigi e nel 1979 è stata scritturata nel corps de ballet della compagnia. Nel 1982 è stata promossa a solista, nel 1988 a ballerina principale e nel 1990 Rudol'f Nureev l'ha procalamta danseuse étoile dopo una rappresentazione del Don Chisciotte di Patrick Dupond.
Negli otto anni successivi ha danzato molti dei grandi ruoli del repertorio femminile, tra cui la fanciulla negli allestimenti de La sagra di primavera di Maurice Bejart e di Vaclav Nižinskij, Giselle nella Giselle di Mats Ek, Esmeralda nel Notre-Dame de Paris di Roland Petit e numerose parti coreografate da Nureev: Odette e Odile ne Il lago dei cigni, Nikiya ne La Bayadere, Kitri in Don Chisciotte, Giulietta in Romeo e Giulietta e le eponime protagoniste di Cenerentola e Raymonda.
Nel 1998, all'apice della sua carriera e dopo aver vinto il Prix Benois de la Danse, ha lasciato il balletto dell'Opéra di Parigi per rimpiazzare Petit come direttrice artistico del Ballet National de Marseille. Qui ha creato nove coreografie originali, ma le lamentele dei ballerini e del comitato direttivo hanno portato alle sue dimissioni cinque anni più tardi. Successivamente ha fondato una sua compagnia nel 2005 e una scuola nel 2018. Dal 2012 al 2016 è stata una dei giudici nell'edizione francese di Ballando con le stelle.
È impegnata in una relazione con il ballerino Julien Derouault, con cui ha avuto una figlia nel 2004.